# Kundschaft (Gesellenzeugnis)

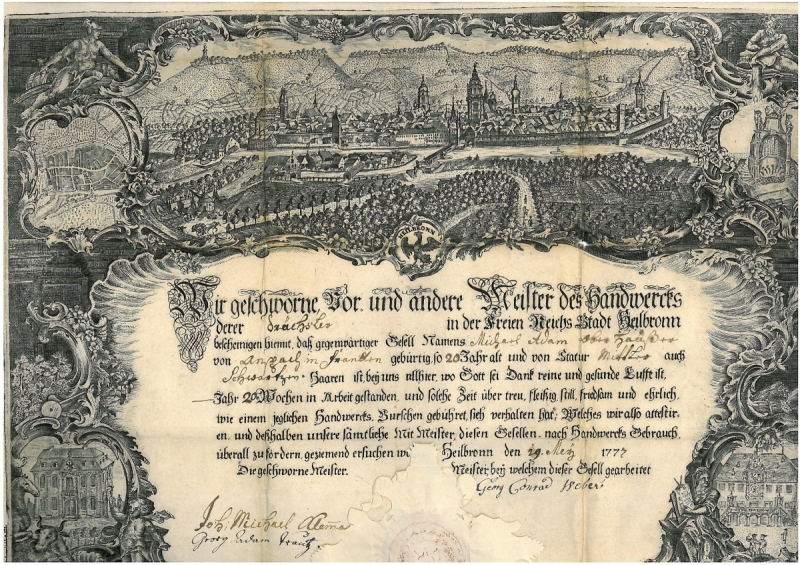
Kundschaft aus Heilbronn für einen Drechslergesellen (1777)

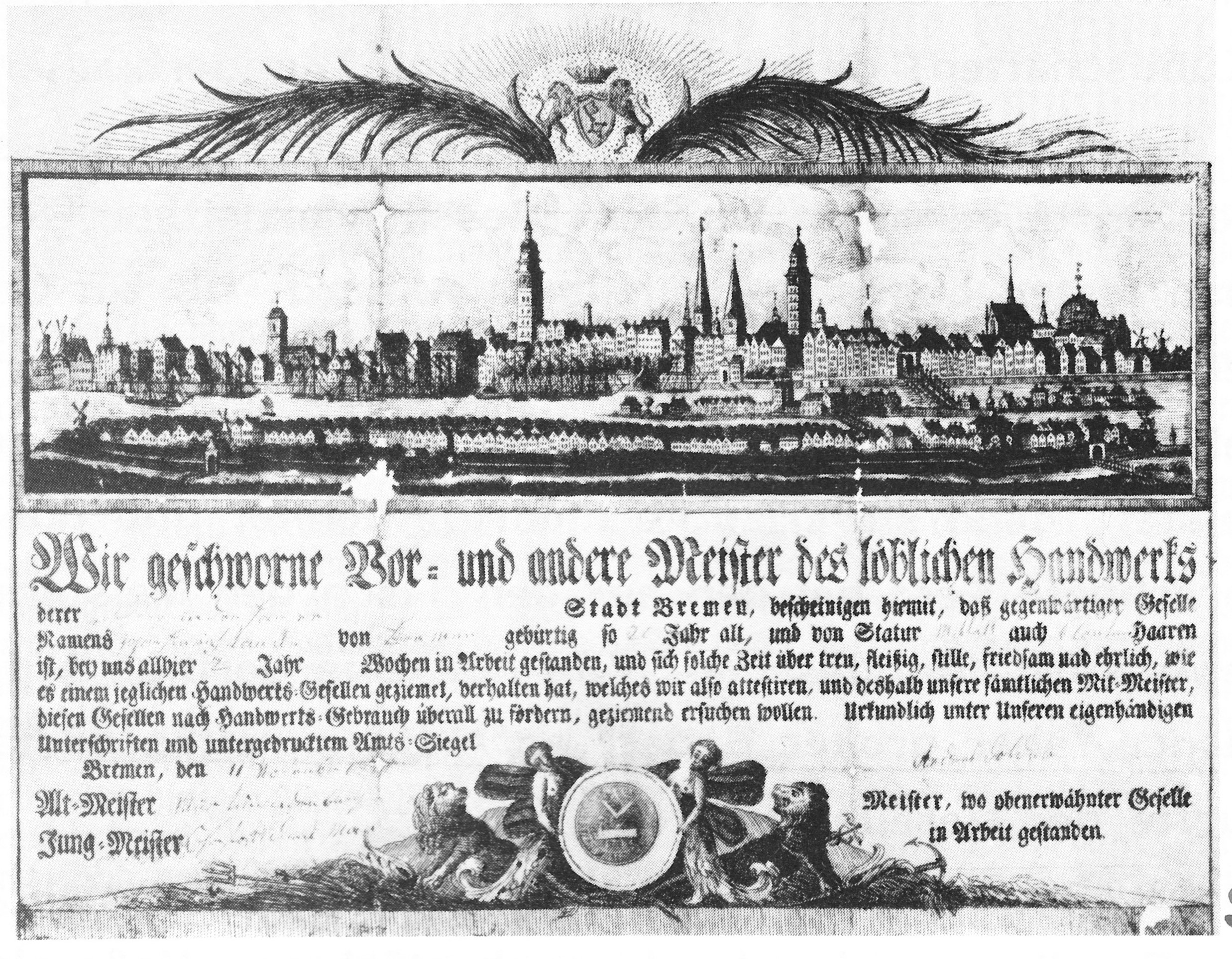
Kundschaft für einen Tischlergesellen, ausgestellt in Bremen 1818. Kupferstichformular mit handschriftlichen Einträgen und Siegelstempelabdruck.

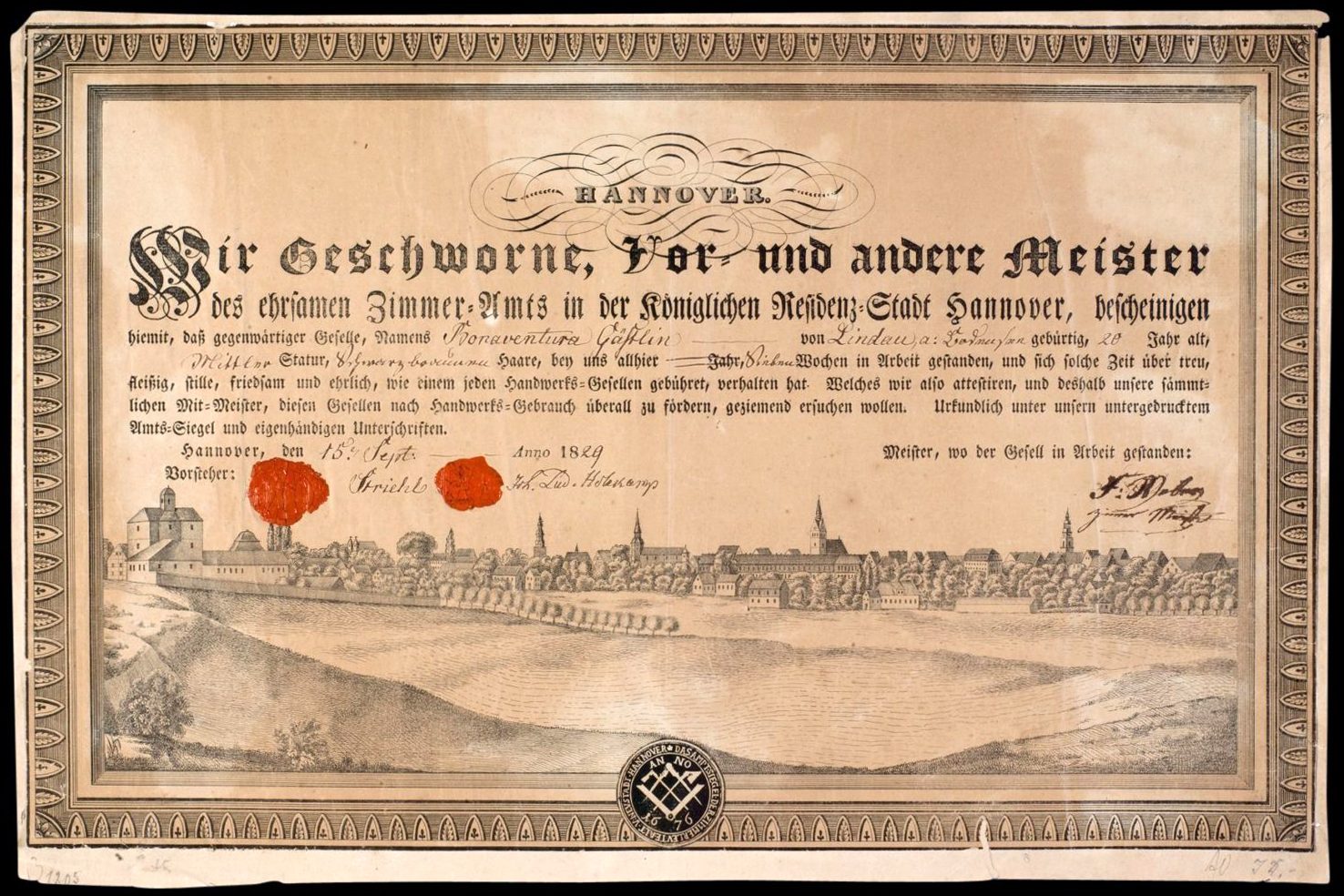
Kundschaft des Zimmeramts von Hannover von 1829

Kundschaft ist die historische Bezeichnung für eine Bescheinigung, die dem Gesellen, zu dessen Ausbildung eine von der Zunft vorgeschriebene Wanderzeit gehörte, nach Beendigung seiner Tätigkeit an einem Orte als Nachweis seines Wohlverhaltens und Bestätigung einer ordnungsgemäßen Beendigung von der betreffenden Zunft ausgestellt wurde.
Bis um 1730 waren die Kundschaften noch überwiegend handschriftlich abgefasst, später hatten sie oft die Gestalt eines großformatigen, gedruckten Formulars mit handschriftlichen Einträgen. Der Wortlaut war in der Reichshandwerksordnung von 1731 festgelegt worden. So heißt es beispielsweise auf dem nebenstehend abgebildeten Beispiel:

„Wir Geschworene und andere Meister des löblichen Handwerks derer Tischler in der Hanse- Stadt Bremen, bescheinigen hiermit, daß gegenwärtiger Geselle namens Johann Heinrich Lande von Bremen gebürtig, so 20 Jahr alt, und von Statur mittel, auch blonden Haaren ist bei uns allhier 2 Jahr, --- Wochen in Arbeit gestanden und sich solche Zeit über treu, fleißig, stille, friedsam und ehrlich, wie es einem jeglichen Handwerksgesellen geziemet, verhalten hat, welches wir also attestieren, und deshalb unsere sämtlichen Mit-Meister diesen nach Handwercksgebrauch überall zu fördern geziemend ersuchen wollen ...“

Spätestens seit den 1770er Jahren wurden die Kundschaften in den größeren Städten des Reichs durchweg mit großen, in Kupfer gestochenen Stadtansichten ausgestattet. Das sollte eine Fälschung der begehrten Urkunden erschweren, spiegelt aber auch den Brauch wohlhabenderer Reisender wider, sich aus den besuchten Städten graphische Blätter mit Veduten mitzubringen.
Kundschaften hatten nicht die Funktion eines Lehr- oder Gesellenbriefs, sie waren kein Nachweis über Ausbildung und Befähigung, sondern nur über Tätigkeit, Zunftmitgliedschaft und Wohlverhalten. Mit den anderen Papieren des Gesellen wurden seine bisherigen Kundschaften bei Arbeitsbeginn in der Zunftlade hinterlegt und hinderten ihn so, heimlich den Arbeitsort zu verlassen. Ohne eine Kundschaft konnte er am nächsten Ort seiner Wanderung kaum einschlägige Arbeit finden.
An vielen Orten wurden um 1810/1820 (also während und nach den Napoleonischen Kriegen bzw. dem Wiener Kongress der Siegermächte) die teuren und unhandlichen Urkunden durch kleinformatige Wanderbücher ersetzt, in denen die Stationen der Wanderreise durch die Polizeibehörden vermerkt wurden.